# Złotowo (województwo zachodniopomorskie)
Złotowo – osada leśna w Polsce położona w województwie zachodniopomorskim, w powiecie wałeckim, w gminie Tuczno.
W latach 1975–1998 miejscowość administracyjnie należała do województwa pilskiego.